# Orchomenos
Orchomenos  este un oraș în Grecia în prefectura Boeotia.